# バリアント ハート ザ グレイト ウォー
『バリアント ハート ザ グレイト ウォー』（英: Valiant Hearts: The Great War、仏：仏: Soldats Inconnus : Mémoires de la Grande Guerre）は、Ubisoft Montpellierが開発しユービーアイソフトより発売されたアクションパズル・アドベンチャーゲーム。 

## 解説
第一次世界大戦のヨーロッパを舞台に立場の異なる2人の男性と1人の女性、そして1匹の犬が互いに協力しあい戦乱の時代を生き延びる2Dアクションパズルゲーム。
キャラクターたちはマンガ的なアートワークでかわいらしく描かれているが、銃撃などで死亡するなど実際の戦争に即した描写がなされており、たとえばステージの障害物の一つである毒ガスは主人公が触れてしまうと死亡するという仕掛けになっている。なお、メインキャラクター4名のうち、銃器を持って戦うキャラクターは存在しない。
また、キャラクターたちは吹き出しで会話するがはっきりと喋るわけではなく、ゲーム内はナレーションが流れるのみである。
一定時間操作がないとヒントが表示される仕組みになっているが、ヒント表示がないモードも存在する。
本作はUbiArt Frameworkによって動作している。これは『レイマン オリジン』とその続編『レイマン レジェンド』、そして『チャイルド オブ ライト』にも使われたUbisoft内製エンジンで、そのレイマン2作もUbisoft Montpellierによって開発されたものである。
2023年2月1日に本作の続編となる『バリアント ハート カミングホーム』がNETFLIX会員限定でスマートフォン用ゲームとして配信された。本作の登場人物であるフレディ、アンナ、ウォルトが続編でも登場し活躍する。

## 開発
本作の物語は第一次世界大戦中に書かれた手紙をモチーフとしている。
実際に起きた出来事を題材としたゲームを作りたいというユービーアイからの要望を受け、制作陣は第一次世界大戦の兵士たちの気持ちをゲームを通じて伝えたいと考え、開戦100周年を記念して設立されたフランスの組織の協力の元、このゲームの制作が決まった。家族や先祖が第一次大戦に関わったスタッフがいたこともあり、制作陣は歴史的な事実に合っているか徹底的に調べてから制作にあたった。
プレイ中、プレイヤーは登場人物たちの手紙や日記などのほかにも自分の行動に合わせた新聞記事風の情報ページを見ることができ、いくつかの記録資料はフランス2で放送されたテレビ番組fr:Apocalypse, la Première Guerre mondialeのものが使われている。

## あらすじ
物語は1914年に始まる。オーストリア皇位継承者フランツ・フェルディナント大公が暗殺され、ドイツはそれに呼応してロシアに宣戦布告を行う。参戦したフランスは全ドイツ系市民を追放し始める。追放された多くのドイツ人の1人であるカールは、妻のマリーと息子のヴィクトルと強制的に離れ離れになってしまう。そしてカールはドイツ軍に召集される。同様に、マリーの父でありカールの義父であるエミールはフランス軍に召集される。
訓練ののち、エミールは戦場に投入される。そこで彼の部隊は全滅しエミールは負傷し捕虜となり、ドイツ人のために料理をさせられる。エミールを捕えたのは、敵を打ち破るために塩素ガスや飛行船のような多くの先進兵器を用いる悪名高いバロン・フォン・ドルフであった。運命のいたずらにより、カールはフォン・ドルフのもとで働き、フォン・ドルフの知るところとなっていた。しかし同盟国軍がフォン・ドルフのキャンプを攻撃しカールはフォン・ドルフとともに退避を余儀なくされる。エミールはどさくさのうちに脱出しフレディに出会う。フレディはフォン・ドルフに指揮されたドイツ軍の爆撃で妻を失い、志願してフランス軍に加わったアメリカ人である。2人はまた、従軍看護師として勤めるベルギー人学生のアンナに出会う。アンナもまたフォン・ドルフの行方を追っていた。なぜならフォン・ドルフは彼女の父をさらい、フォン・ドルフのために先進兵器の開発を強制させていたからである。この意外な3人組はフォン・ドルフの飛行船を追跡し撃墜する。しかしフォン・ドルフはアンナの父とともに複葉機で脱出する。カールは墜落を生き延び捕虜となる。
カールが負傷から必ず回復するようアンナが随伴している間、エミールとフレディはフォン・ドルフに復讐しアンナの父を救いに向かう。彼らはフォン・ドルフが身を隠している城砦を強襲し、フォン・ドルフの最新兵器である重装甲戦車を鹵獲する。アンナの父を救出するも、フォン・ドルフは再び逃げてしまう。フレディは追跡を続けフォン・ドルフを追い詰め、殴り合いの末フォン・ドルフを倒す。復讐を願っていたにもかかわらず、フレディはフォン・ドルフを殺しても何も得られないと悟り、フォン・ドルフの命を助けてやった。度重なる失策によりフォン・ドルフは降格され、第一線から退けられる。一方、フランスの捕虜収容所では、カールが息子が病気であることを知る。家族と合流することを決意したカールは、収容所を脱走する。カールはアンナと遭遇し、アンナはカールを彼の農場へ帰す手伝いをするが、2人はドイツ軍に捕まってしまう。
カールは同盟軍が急襲を果たした際に脱走し、自分の農場にたどり着く。不幸にも彼が見たものは、塩素ガスで攻撃された自分の農場であった。彼は自分のガスマスクをマリーに与えてマリーの命を救うが、自分は塩素ガスのために倒れる。そのときアンナが到着し、カールの命を救う。カールは回復し、ついに妻子と合流を果たす。
一方、エミールは血なまぐさい自殺的攻撃を余儀なくされていた。将校が絶えず自分の部隊を砲火に晒し死に追いやるため、エミールはついに堪忍袋の緒が切れ将校をショベルで殴り、うっかり彼を殺してしまう。エミールは軍法会議にかけられ銃殺刑を宣告される。マリーに宛てた彼の最後の手紙の中で、エミールは戦争への憎しみと、マリーと家族が幸せを見つけられるよう希望を語った。エミールは処刑され、少し後にカールとその家族がエミールの墓を訪れ弔う。
物語は1917年に終わる。アメリカが公式に参戦し軍をヨーロッパに送り、西部戦線で戦った年である。

## 登場人物
エミール
オランダ生まれフランス在住の男性兵士。妻との間に双子を儲けるも、出産時に妻と双子のうちの1人を亡くしてしまう。
カール強制退去後、フランス軍に塹壕掘りとして入隊し、そこで出会ったフレディと親しくなる。
本作のチュートリアルステージは、彼の入隊訓練の様子を描いたものである。
カール
ドイツ生まれの男性兵士で、エミールの娘婿にあたる。職を転々としたのちエミールの農場で働いていたところ、マリーと知り合い子どもを儲けたが、戦争のため強制退去せざるをえなかった。
その後、ドイツ軍に入隊するも脱走し、フランス軍に捕らえられ捕虜となったエミールと再会する。
フレディ
アメリカ合衆国出身の男性兵士。蒸気船王の娘と駆け落ちし、フランスへ旅行に行っているときに開戦を迎える。自分たちの幸せを邪魔したドイツ軍に復讐すべくフランス外人部隊に入隊した。
アンナ
従軍看護師であるベルギー人女性。登場人物の中では中立的な立ち位置にいる。
ウォルト
軍用犬。ドイツ軍の軍用犬だったが、飼い主とはぐれ、全てのキャラクターの間を行き来する。直接操作はできず、プレイヤーはウォルトに指示を与える形で操作することになる。
スタッフが見つけた写真資料に写っていた犬がモデルとなっている。
マリー
エミールの娘でカールの妻。母親と双子の片割れと死別している。

## 評価
『バリアント ハート ザ グレイト ウォー』は肯定的なレビューを受けた。レビュー集計サイトGameRankingsとMetacriticはPlayStation 4版に29レビューで81.41%、48レビューで100点満点中77点を、Xbox One版に13レビューで80.15%、15レビューで100点満点中81点を、Microsoft Windows版に18レビューで79.17%、26レビューで100点満点中79点を、PlayStation 3版に3レビューに76.67%、4レビューで100点満点中77点をつけた。
4gamer.netの稲元徹也は全体的に本作を高く評価した一方、シナリオの物足りなさを指摘し、DLCでもよいので登場人物や戦況の後日談となるエピソードを配信してほしいと評価した。